# (131318) 2001 FL194
(131318) 2001 FL194, também escrito como (131318) 2001 FL194, é um objeto transnetuniano (TNO) que está localizado no cinturão de Kuiper, uma região do Sistema Solar. Ele é classificado como um plutino, isso significa que este objeto, assim como Plutão, está em uma ressonância orbital de 2:3 com o planeta Netuno. O mesmo possui uma magnitude absoluta (H) de 7,8 e, tem um diâmetro com cerca de 121 km, por isso existem poucas chances que possa ser classificado como um planeta anão, devido ao seu tamanho relativamente pequeno.

## Descoberta
(131318) 2001 FL194 foi descoberto no dia 22 de março de 2001 através do Observatório Nacional de Kitt Peak.

## Órbita
A órbita de (131318) 2001 FL194 tem uma excentricidade de 0.176, possui um semieixo maior de 39.167 UA e um período orbital de cerca de 245 anos. O seu periélio leva o mesmo a uma distância de 32,463 UA em relação ao Sol e seu afélio a 45,871 UA.